# Otto II. (Geldern)
Otto II. von Geldern (* um 1215; † 10. Januar 1271; genannt der Lahme) war Graf von Geldern vom 22. Oktober 1229 bis zu seinem Tod.

## Leben

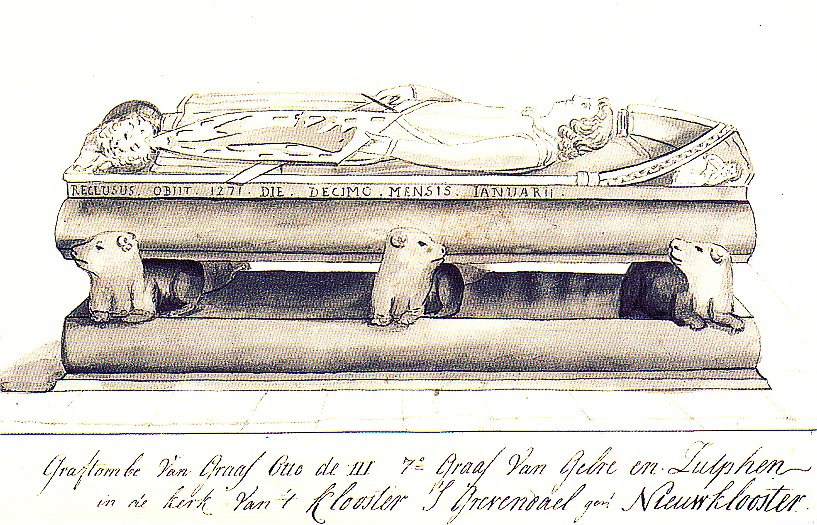
Federzeichnung des Grabdenkmals Ottos II. von Geldern, vor 1802

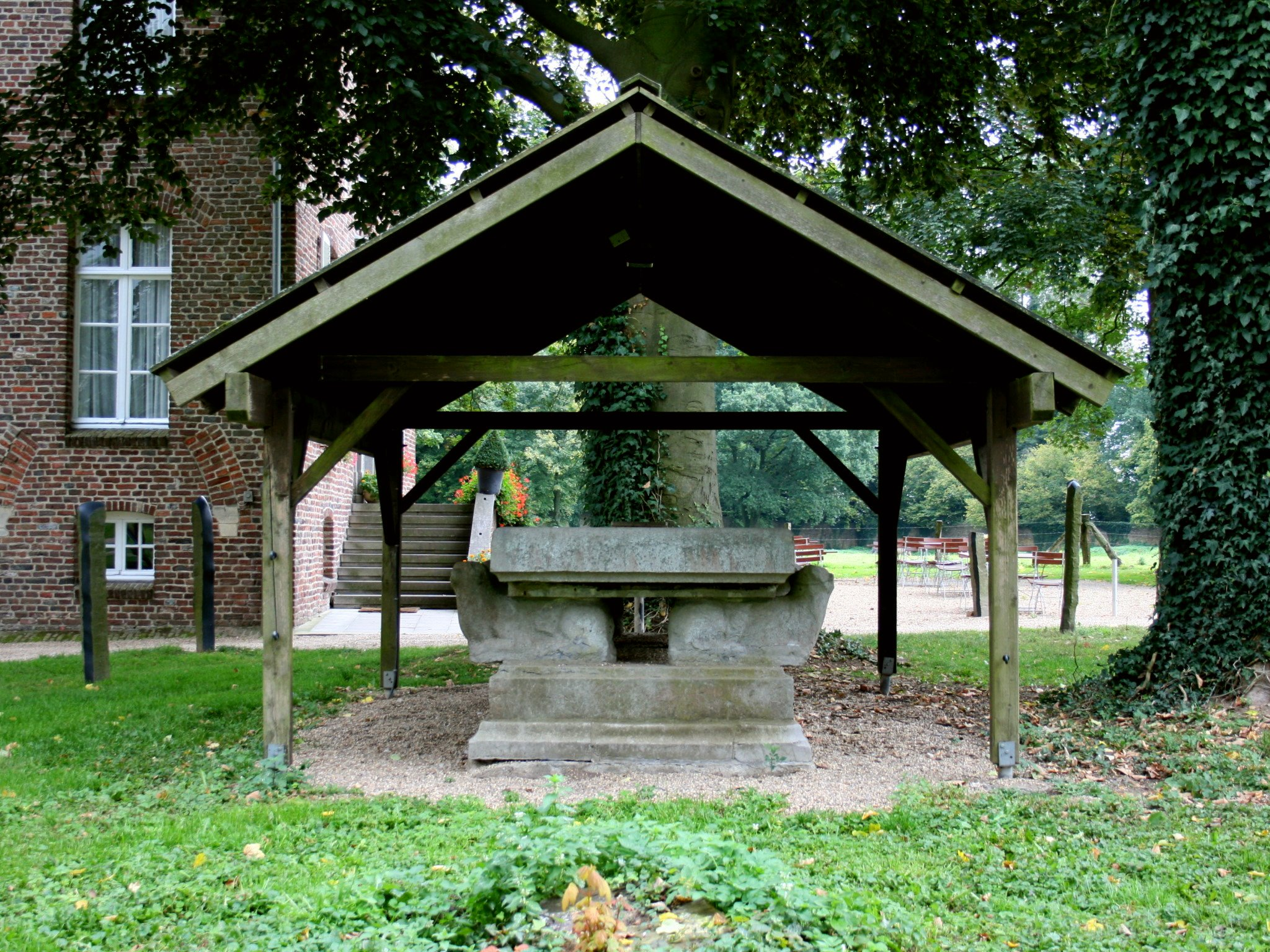
Grabdenkmal Otto II. von Geldern auf dem Kloster Graefenthal

Otto II. wurde als Sohn von Graf Gerhard IV. geboren. Er war der am meisten vom Kaisertum abhängige deutsche Reichsfürst in den Niederrheinlanden. Er vermittelte häufig bei den vielen Fehden seiner Umgebung und wurde auch selbst durch seine Besitzverschachtelungen in Westfalen in viele Fehden hineingezogen, unter anderem mit den Grafen von Ravensberg und Tecklenburg sowie mit den Bischöfen von Münster, Osnabrück und Paderborn. Um den Einfluss in den Niederrheinlanden führte Otto II. viele Fehden mit den Grafen von Kleve und den Bischöfen von Utrecht. Seine Ansprüche auf das Salland musste er aufgeben.
Otto erwarb per Kauf am 3. März 1243 die ererbten Rechte und Besitzungen des Grafen Adolf I. von der Mark und Krieckenbeck an der Grafschaft Krieckenbeck und integrierte diese in sein Land Geldern.
Otto II. erreichte als Vormund des Herzogs von Brabant und des Grafen von Holland (ab 1261/62) eine überragende Position in Niederlothringen. Er gewann die Hoheit über viele Herrschaften wie Groenlo, Bredevoort und Lichtenvoorde. Zeitweise war er Schirmvogt von Köln. 
Er war bedeutender Städtegründer („Zutphener Stadtrecht“). Unter anderem gründete er Geldern (1229), Goch (um 1230), Roermond (1231), Harderwijk (1231), Grave (1232), Emmerich (1233), Arnheim (1233), Doetinchem (1236), Doesburg (1237) und Wageningen (1263). Damit wurde der Landstrich Geldern zu einem Land der Städte. Auch bildeten sich dort in diesem Zusammenhang wirksame Organe für die überörtlichen Wirtschafts- und Verkehrsfunktionen aus. Die Flusszölle als bedeutende landesherrliche Einnahmequellen wurden planmäßig erweitert, wichtig war hier insbesondere der Rhein.

## Ehen und Nachkommen
In 1. Ehe war er mit Margarete von Kleve verheiratet († 10. September 1251), Tochter des Grafen Dietrich IV. und Mechtild von Dinslaken (* 1195; † 1262(?)). Aus dieser Ehe stammten seine beiden Töchter Elisabeth (⚭ 17. März 1248 Adolf V. von Berg; † 13. März 1315) und Margaretha (⚭ Enguerrand IV. de Coucy; † um 1286).
In 2. Ehe war er mit Philippa de Dammartin († 1277/81(?)), Tochter des Grafen Simon von Ponthieu aus dem Haus Mello verheiratet. Aus dieser Verbindung gingen sein Sohn Rainald I. und zwei weitere Töchter hervor.
Otto II. liegt im Kloster Graefenthal in Asperden begraben.